# Vinnie Burke
Vinnie Burke (eigentlich Vincent Bucci, * 15. März 1921 in Newark (New Jersey); † 1. Februar 2001 in New York City) war ein US-amerikanischer Jazzbassist.

## Leben
Vinnie Burke spielte in der ersten Hälfte der 1940er Jahre bei Joe Mooney, Tony Scott und Cy Coleman, später mit dem Sauter-Finegan Orchestra, Tal Farlow, Marian McPartland, Don Elliott, Vic Dickenson, Gil Mellé, Bucky Pizzarelli und Bobby Hackett. In den 1950er Jahren leitete Burke auch eigene Formationen (u. a. mit Dick Wetmore) und nahm eine Reihe von Alben auf. Ansonsten war er Sideman von Chris Connor, Joe Puma, Eddie Shu und vielen anderen Musikern.

## Auswahldiskographie

### Als Leader
- Eddie Costa-Vinnie Burke Trio ((Jubilee/Fresh Sound, 1956) mit Nick Stabulas
- Vinnie Burke All Stars (Paramount/Fresh Sound, 1956) mit Eddie Costa, Joe Puma, Jimmy Campbell, Urbie Green, Al Cohn, Jimmy Raney, Joe Morello
- Coast Jazz  2 (Bethlehem BCP 1010), 1955) mit Vinnie Burke, Ronnie Odrich, Joe Cinderella, Don Burns

### Als Sideman
- Tal Farlow: Jazz Masters 43 (Verve, 1955–58), Finest Hour (Verve, 1952–56)
- Marian McPartland: On 52nd Street (Savoy, 1953)
- Gil Melle: Gil’s Guests (OJC, 1956)
- Gerry Mulligan: Songbook (Blue Note, 1957)
- Chuck Wayne: Tatsy Pudding (Savoy, 153-54)